# Фонтиналии
Фонтиналии (на латински: Fontanalia, Fontinalia) е празник в Древен Рим, посветен на Фонт - бога на източниците и фонтаните. Провеждали се на 13 октомври. Тогава във водите на изворите били хвърляни цветя.